# Деревообробні та меблеві технології

## Історія становлення та розвитку спеціальності "Деревообробні та меблеві технології"
Для підготовки фахівців з деревооброблення та меблярства у 1945 році  на факультеті механічної обробки деревини Львівського лісотехнічного інституту (зараз «ННІ  Деревообробних та комп'ютерних технологій і дизайну [Архівовано 7 травня 2017 у Wayback Machine.]» Національного лісотехнічного університету України) створено  спеціальність «Механічна технологія деревини», а  у 1949 р. здійснено перший випуск фахівців:  12 інженерів-механіків за спеціальністю «Механічна технологія деревини».
Кількість підготовлених спеціалістів для деревообробної та меблевої промисловості (інженерів-технологів) з терміном навчання 5 років з 1949 року постійно зростала.
У березні 1993 р. Львівський лісотехнічний інститут ім. Петра Погребняка успішно пройшов акредитацію та 17 червня 1993 р. одержав державну ліцензію на освітню діяльність за четвертим освітньо-кваліфікаційним рівнем, у тому числі на спеціальність «Технологія деревообробки».
З 1994 року підготовку фахівців для деревообробної та меблевої промисловості на факультеті технології деревообробки УкрДЛТУ здійснювали за напрямом підготовки 0920 «Лісозаготівля та деревообробка» та спеціальністю 6.092002 «Технологія деревообробки» (Постанова Кабінету Міністрів України від 18 травня 1994 р. № 325 «Про Перелік напрямів підготовки фахівців з вищою освітою за професійним спрямуванням, спеціальностей різних кваліфікаційних рівнів та робітничих професій» та Постанова Кабінету Міністрів України від 24 травня 1997 р. № 507 «Про Перелік напрямів та спеціальностей, за якими здійснюється підготовка фахівців у вищих навчальних закладах за відповідними освітньо-кваліфікаційними рівнями»).
З 2007/2008 навчального року відбувся перехід з трирівневої системи освіти (бакалавр-спеціаліст-магістр) на дворівневу (бакалавр-магістр) за всіма напрямками підготовки фахівців на факультеті. Зокрема, бакалаврська підготовка здійснювалась за галуззю знань 0518 «Оброблювання деревини» напрямом підготовки: 6.051801 «Деревооброблювальні технології» (Наказ МОН України від 27 січня 2007 р. № 58 «Про порядок введення в дію переліку напрямів, за якими здійснюється підготовка фахівців у вищих навчальних закладах за  освітньо-кваліфікаційним рівнем бакалавра»).
З 2015/2016 навчального року бакалаврська та магістерська підготовка здійснювалась за галуззю знань 20 «Аграрні науки та продовольство» за спеціальністю 205 «Лісове господарство» та спеціалізацією «Деревообробні та меблеві технології» (Постанова Кабінету Міністрів України від 29 квітня 2015 р. № 266 «Про затвердження переліку галузей знань і спеціальностей, за якими здійснюється підготовка здобувачів вищої освіти»).
Постановою КМУ № 53 від 01.02.2017 р.  «Про внесення змін до Постанови Кабінету Міністрів України від 29 квітня 2015 р. № 266 «Про затвердження переліку галузей знань і спеціальностей, за якими здійснюється підготовка здобувачів вищої освіти» спеціальності 187 «Деревообробні та меблеві технології» віднесено до галузі знань 18 «Виробництво та технології».

## Спеціалізації
З жовтня 2017 року ННІ Деревообробних та комп'ютерних технологій і дизайну [Архівовано 7 травня 2017 у Wayback Machine.] НЛТУ України запровадив освітньо-професійні програми (спеціалізації) для спеціальності 187 "Деревообробні та меблеві технології":
Освітньо-професійні програми першого (бакалаврського) рівня вищої освіти:
- Деревообробні та  меблеві технології [Архівовано 4 грудня 2020 у Wayback Machine.],

за професійним спрямуванням:
1. Деревообробні та  меблеві технології [Архівовано 4 грудня 2020 у Wayback Machine.].
2. Інноваційні стартапи деревообробної та меблевої галузей [Архівовано 4 грудня 2020 у Wayback Machine.].
3. Комп'ютеризовані технології проектування і виробництва

Освітньо-професійні програми другого (магістерського) рівня вищої освіти:
- Технології  виробів з деревини;
- Технології деревообробки.

## Випускові кафедри спеціальності

### Національний лісотехнічний університет України
На сьогодні в ННІ Деревообробних та комп'ютерних технологій і дизайну НЛТУ України для забезпечення підготовки фахівців у рамках спеціальності 187 «Деревообробні та меблеві технології» функціонує три випускові кафедри:

#### Технології меблів та виробів з деревини
Кафедра «Технології меблів та виробів з деревини [Архівовано 10 грудня 2019 у Wayback Machine.]» (ТМВД) бере свій початок від першої спеціалізованої кафедри на факультеті механічної технології деревини і в результаті неодноразових реорганізацій мала такі назви: 1946-1947 рр. – «Механічної обробки деревини»; 1947-1953 рр. – «Столярно-механічних та фанерних виробництв»; 1953-1970 рр. – «Проектування деревообробних виробництв»; з 1970-2011 рр. – «Технології виробів з деревини», з 2011 р. до цього часу – «Технології меблів та виробів з деревини». Сьогодні навчально-виховний процес на кафедрі ТМВД забезпечують 10 висококваліфікованих викладачів, з них 2 професори, 5 доцентів, 1 ст. викладач та 2 асистенти. Завідувач кафедри – д.т.н., проф. Кійко Орест Антонович.

#### Технологій захисту навколишнього середовища і деревини, безпеки життєдіяльності та соціальних комунікацій
Кафедра "Технологій захисту навколишнього середовища і деревини, безпеки життєдіяльності та соціальних комунікацій [Архівовано 12 квітня 2022 у Wayback Machine.]" (ТЗНС і Д, БЖД та СК), утворена в складі ННІ ДТД у листопаді 2017 р. внаслідок реорганізації кафедр "Технологій сушіння і захисту деревини" (ТС і ЗД) та "Безпеки життєдіяльності" (БЖД). На цей час на кафедрі працює 14 викладачів. Завідувач кафедри – д.т.н., професор Кшивецький Богдан  Ярославович [Архівовано 17 липня 2018 у Wayback Machine.].

#### Технологій лісопиляння, столярних і дерев’яних будівельних виробів
Кафедра «Технологій лісопиляння, столярних і дерев’яних будівельних виробів [Архівовано 23 грудня 2019 у Wayback Machine.]» (ТЛ,СіДБВ)  створена у 1947 р. як кафедра «Лісопиляння та сушіння деревини». Вона охоплювала чотири цикли дисциплін: технологія пиломатеріалів; сушіння деревини; охорона праці; патентознавство. З теперішньою назвою – кафедра ТЛ,СіДБВ функціонує з липня 2011 р., після реорганізації кафедри технології деревообробки і захисту деревини. Першим завідувачем кафедри став один з ініціаторів її створення – директор ІДТД, д.т.н., проф. Максимів Володимир Михайлович. Навчально-виховний процес на кафедрі ТЛ,СіДБВ забезпечують 7 висококваліфікованих викладачів, з них 1 професор, доктор технічних наук; 3 доценти, кандидати технічних наук, 2 ст. викладачі та 1  асистент. Завідувач кафедри – к.т.н., доцент Ференц Олег Богданович.